# Scopula flavescens
Scopula flavescens är en fjärilsart som beskrevs av Barend J. Lempke 1949. Scopula flavescens ingår i släktet Scopula och familjen mätare. Inga underarter finns listade.